# 農薬取締法
農薬取締法（のうやくとりしまりほう、昭和23年7月1日法律第82号）は、農薬の規格や製造・販売・使用等の規制に関する法律である。
農業生産の安定、国民の健康保護、生活環境の保全のために、農薬について登録制度を設け販売・使用を規制することにより、農薬の品質の適正化とその安全・適正な使用の確保を図ることを目的とする（第1条）。

## 所管官庁
主所管
- 農林水産省消費・安全局農産安全管理課農薬対策室

共同所管
- 環境省大臣官房環境保健部化学物質安全課 - 登録保留基準に係る実務を担当

## 概説
農林水産大臣の登録を受けなければ農薬を製造、加工、輸入してはならない。登録のための検査は特定独立行政法人農林水産消費安全技術センターが行う（第2条）。環境大臣は、毒性や環境への悪影響に関して登録の可否を判断するための農薬残留濃度の基準（登録保留基準）を定める（第3条）。
農林水産大臣と環境大臣は、登録保留基準をクリアするために適用病害虫の範囲と使用の時期、方法などについて農薬を使用する者が守るべき使用基準を定める（第12条）。農薬の販売（無償譲渡を含む）に当たっては、届出が義務づけられており、容器または包装に、上記使用基準とともに登録番号、種類・成分・含有量、毒性または危険性のある場合にはその旨、最終有効年月等を正確に表示しなければならない（第7、9条）。
またこの表示のある農薬でなければ（試験等を除く）使用してはならず（第11条）、また使用規準に違反してもいけない（例えばその農薬に関して登録のない作物に対して使うこと、規定を超えて大量あるいは頻繁に使うことなども禁じられる）（第12条）。
ただし害がないことが明らかなもの（現在重曹、食酢、使用場所の周辺で採取された天敵生物を指定）は特定農薬と規定し、これらに関しては禁止規定は適用しない（第2条）。
以上の禁止規定に違反した者は、三年以下の懲役若しくは百万円以下の罰金に処する（第17条）。

## 最近の改正
2002年、無登録農薬（かつて登録されていたが失効したものを含む）が、広く流通し使用されていたことが発覚し、大問題となった。そのため平成14年12月に農薬取締法が改正され、2003年3月施行された。主な改正点は、
- 無登録農薬の製造・輸入・使用の禁止（販売は従来から禁止）
- 農薬使用規準に違反する農薬使用の禁止
- 罰則の強化（販売者のみならず、全ての使用者に対して適用）
- 特定農薬の規定

である。